# Comuna de Zawoja
Zawoja (polaco: Gmina Zawoja) é uma gminy (comuna) na Polónia, na voivodia de Pequena Polónia e no condado de Suski.
De acordo com os censos de 2004, a comuna tem 8815 habitantes, com uma densidade 68,4 hab/km².

## Área
Estende-se por uma área de 128,8 km², incluindo:
- área agricola: 32%
- área florestal: 66%

## Demografia
Dados de 30 de Junho 2004:
|                      | Total   | Total | Mulheres | Mulheres | Homens  | Homens |
| -------------------- | ------- | ----- | -------- | -------- | ------- | ------ |
|                      | pessoas | %     | pessoas  | %        | pessoas | %      |
| População            | 8815    | 100   | 4356     | 49,4     | 4459    | 50,6   |
| Densidade (pop./km²) | 68,4    | 100   | 33,8     | 33,8     | 34,6    | 34,6   |

De acordo com dados de 2002, o rendimento médio per capita ascendia a 1296,93 zł.

## Comunas vizinhas
- Bystra-Sidzina, Koszarawa, Lipnica Wielka, Maków Podhalański, Comuna de Stryszawa.